# Пруди
Пруди је насељено место у општини Јајце, Федерација Босне и Херцеговине, БиХ.
Према попису становништва из 1991. године место је имало 606 становника.
Национални састав:
- Муслимани — 423 (70%)
- Хрвати — 157 (26%)
- Југословени — 8 (1%)
- остали — 18 (3%)